# ソランジュ
ソランジュ・ピアジェ・ノウルズ（Solange Piaget Knowles、[soʊˈlɑːnʒ]、1986年6月24日 - ）は、ソランジュ（Solange）の名で知られるアメリカ合衆国の女性シンガーソングライター、レコードプロデューサー、女優、モデル。
幼い頃から音楽への興味を示していたソランジュは、姉のビヨンセが所属するデスティニーズ・チャイルドのバックダンサーとして経験を積んだ後、父親のマシュー・ノウルズのレーベル、ミュージック・ワールド・エンターテインメントと契約する。2002年、16歳の時に、最初のスタジオ・アルバム『ソロ・スター』を発表。2005年から2007年の間には、映画『チアーズ3』などいくつかの作品に女優として出演した。加えて、姉のビヨンセ・ノウルズ・カーター、デスティニーズ・チャイルドの元メンバーケリー・ローランド、ミシェル・ウィリアムズの為に楽曲を制作した。
2007年から自身の音楽活動を再開、レコーディングを開始する。2008年に発表された2作目のスタジオ・アルバム『ソランジュ&ザ・ハドリー・ストリート・ドリームス』は、デビュー当時のポップス指向の音楽から脱却し、1960年代と1970年代のモータウン・サウンドを取り入れたものになった。アルバムはBillboard 200で最高9位を記録し、音楽批評家からも肯定的評価を受けた。2012年に1980年代のポップスとR&Bに影響を受けたEP『True』、2016年に3作目のスタジオ・アルバム『ア・シート・アット・ザ・テーブル』を発表。後者は彼女にとって初のアメリカ1位作品となり、批評的にも絶賛を集めた。リードシングル「Cranes in the Sky」はグラミー賞最優秀R&Bパフォーマンス賞を受賞する。2019年には4作目のアルバム『When I Get Home』をリリースする。
ノウルズはモータウンのガール・グループに強い影響を受けており、最初の情熱は作詞作曲であった。彼女はしばしばメディアによって彼女の姉妹であるビヨンセと比較されるが、ソランジュは2人が異なる志を持ち、音楽的にも異なっていると主張している。ソランジュは2016年に雑誌『ビルボード』による史上最も成功した100人のダンス・アーティストに選出された。音楽活動以外には、リンメル・ロンドンと宣伝契約や幼児向けのヒップホップ指向の商品の販売などを行っている。

## 生い立ち
1986年、アメリカ合衆国テキサス州ヒューストンで、アフリカ系アメリカ人のマシュー・ノウルズ（Matthew Knowles）と、カメルーン・ネイティブアメリカン・フランスの血を引くルイジアナ・クレオールを祖先に持つティナ（Tina Knowles）との間に次女として生まれる。
ソランジュは子供のころ、演劇とダンスを習っていた。5歳の時に遊園地で歌唱してデビューし、13歳で曲を書き始める。両親はソランジュをクリスティーナ・アギレラや姉ビヨンセが在籍するデスティニーズ・チャイルドのツアーに同行させた。デスティニーズ・チャイルドのメンバー、ケリー・ローランドが全米ツアー中に舞台上でつま先を骨折した際は彼女の代役を務めた。16歳の時に、マネージャーを務めていた父親のレコード会社、ミュージック・ワールド・エンタテインメントと契約する。

## 経歴

### 2001年 - 2005年：アルバム『ソロ・スター』

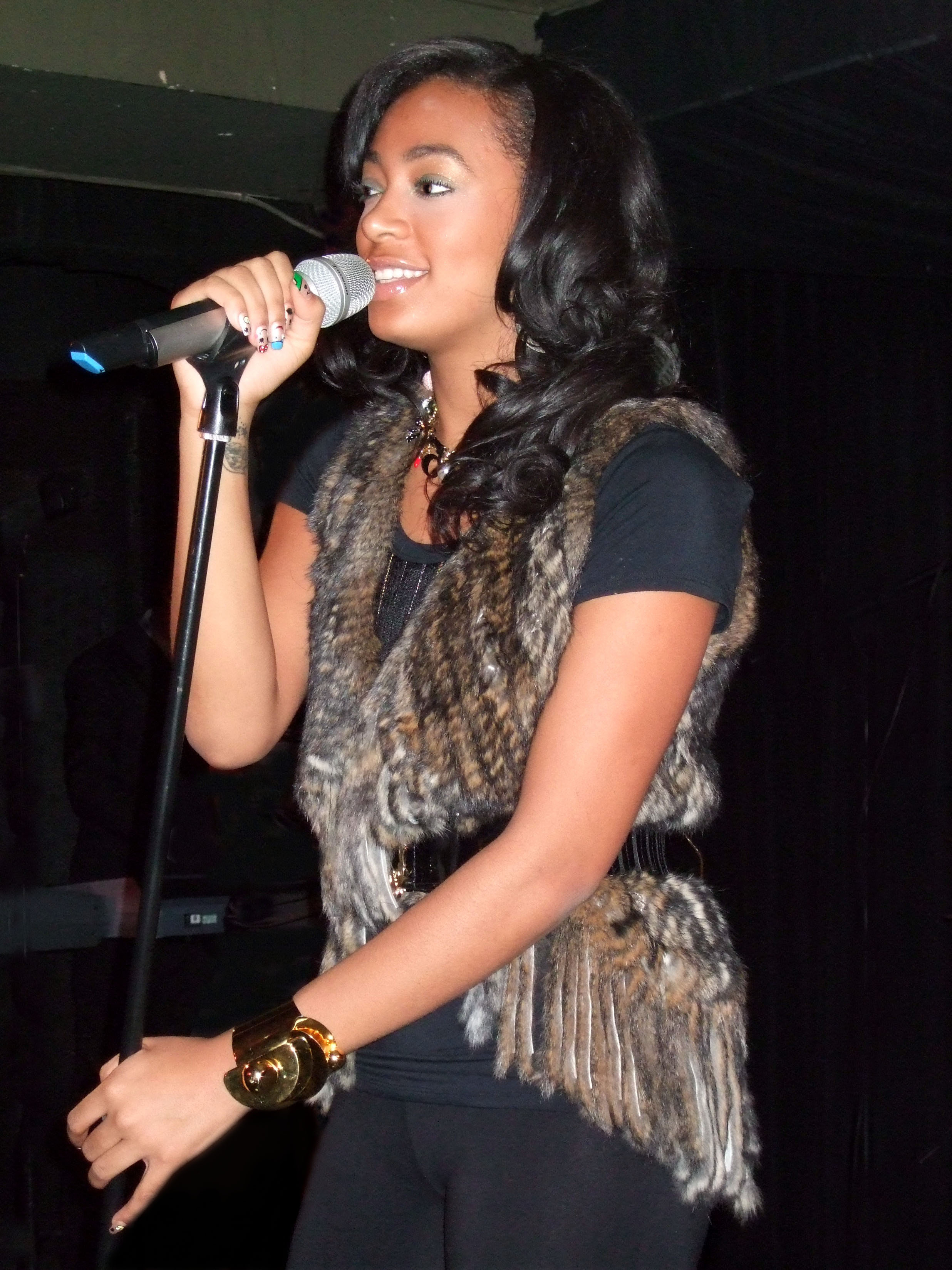
マンチェスターでのライブ（2008年）

2001年、デスティニーズ・チャイルドの下でキャリアを開始し、マネージメントは父のマシューが行った。すぐに、アニメや映画のサウンドトラックに楽曲提供するようになり、2002年にはアニメシリーズ『The Proud Family』に声優として出演している。
2003年6月に父マシューがデスティニーズ・チャイルドの再結成の際にソランジュをメンバーに加えることを考えていると興奮気味に明かしたが、8月後半にビヨンセがそれは噂であってソランジュが加わることはないと語っており、結局実現しなかった。
14歳の時にジャーメイン・デュプリ、ザ・ネプチューンズ、リンダ・ペリー、ティンバランドなどのプロデューサーが参加したデビュー・アルバムの制作を始める。アルバムの楽曲は主にR&Bであったが、ソランジュはポップ、ロック、レゲエ、ヒップホップなどの要素も取り入れたいと考え、トラックの15曲のうちいくつかを共同制作した。
先行シングル「Feelin' You (Part II)」はBillboard Hot 100に入ることができなかったものの、ホットR&B/ヒップホップ・シングルセールスとホット・ダンス・シングルセールスチャート上で3位にランクインした。デビュー・アルバム『ソロ・スター』はアメリカで2003年1月21日にリリースされ、Billboard 200に49位で初登場した。R&B/ヒップホップ・アルバムチャートでは23位に入った。しかし評価は賛否が分かれ、Allmusicのウィリアム・リュールマンは「最新技術の現代R&Bアルバム」と評す一方で「多彩なサウンドの中に個性が埋没している」とみなした。2008年中頃までに、アルバムは米国内で11万2000万枚を売り上げた。
2004年、シットコム『One on One』のエピソード「The Catch」にゲスト出演。また、コメディ映画『ジョンソン一家のババババケーション』にティーンエイジャー役として出演した。2006年には、映画『チアーズ3』でチアリーダーのキャプテン役を演じた。デビュー・アルバムのリリース後の期間は役者としての活動を続け、音楽のキャリアは途絶えることになった。

### 2006年 - 2008年：アルバム『ソランジュ&ザ・ハドリー・ストリート・ドリームス』

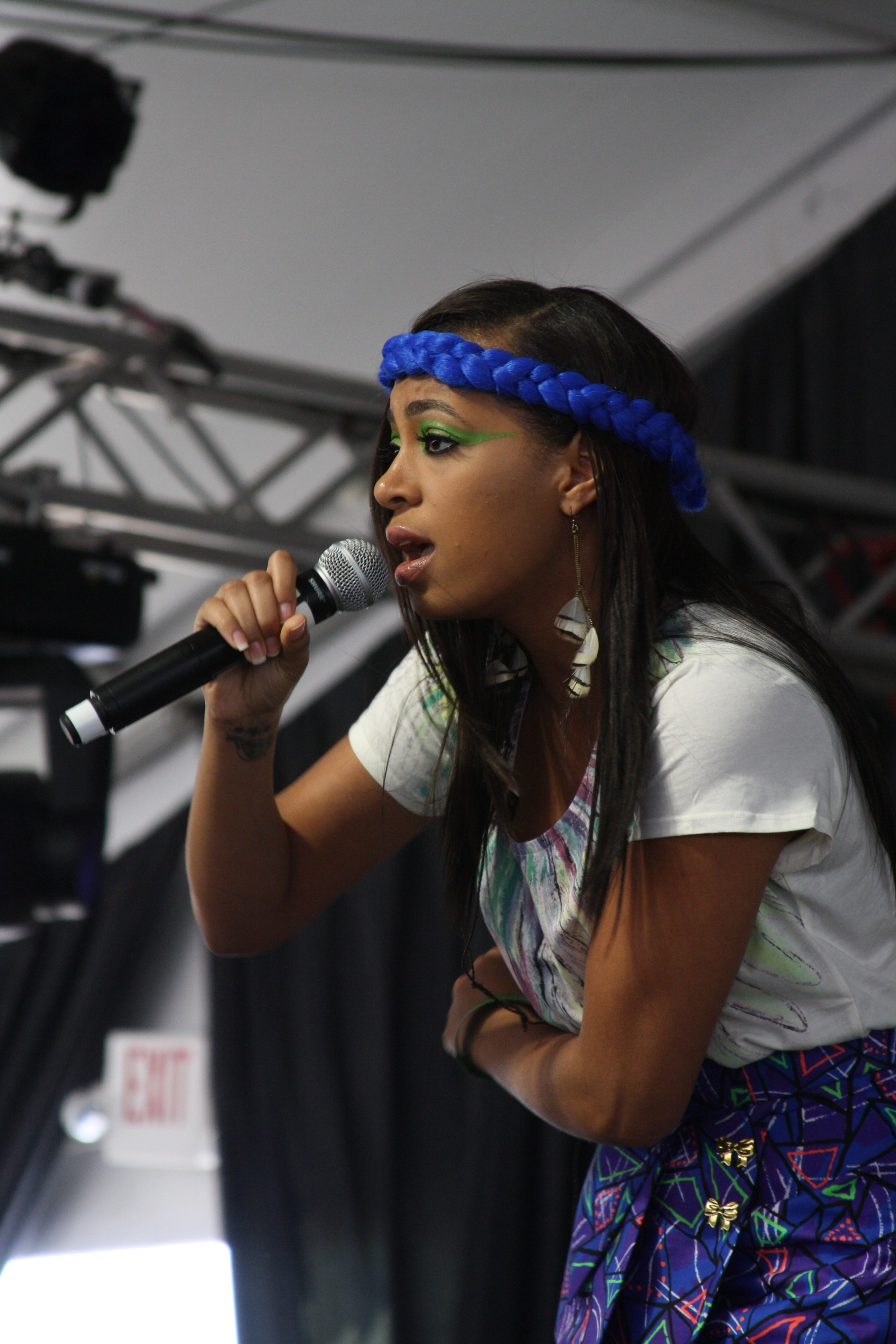
SXSWでのライブ（2009年）

結婚したソランジュはアイダホに移り、2006年に姉ビヨンセのアルバム『B'DAY』に収録された楽曲「Get Me Bodied」や「Upgrade U」を制作し、音楽活動を再開した。2007年の離婚後にセカンド・アルバムの制作に入り、ゲフィン・レコードと契約。2008年8月26日に2作目のアルバム『ソランジュ&ザ・ハドリー・ストリート・ドリームス』を発売した。先行シングル「I Decided」がビルボードのダンス/クラブチャートで首位を獲得したものの、アルバムの米国内でのセールスは約11万4000枚にとどまり、ゲフィンとの契約は1作で終了した。
1960年代と1970年代に影響を受けた曲を集めたこのアルバムは、ポップ志向のデビュー作とは一線を画したものと見られている。『ビルボード』誌はアルバムを「ヒップホップとR&Bにブルースやジャズを散りばめた現代的なひねりを加えたもの」と評した。
ソランジュは自身のブログHadleyStreetJournal.comを通じて、アルバムに合わせてミックステープをリリースすることを発表した。最初のミックステープ『I Can't Get Clearance...』には、リークされたトラック「Fuck the Industry (Signed Sincerely)」が収録されている。ミックステープは正式にリリースされなかったが、2010年にシングルとして「Fuck the Industry (Signed Sincerely)」がリリースされている。
2008年11月からはアルバムのツアー「the Solange Presents Sol-Angel and the Hadley St. Dreams Tour」を開催した。

### 2009年 - 2014年：EP『True』

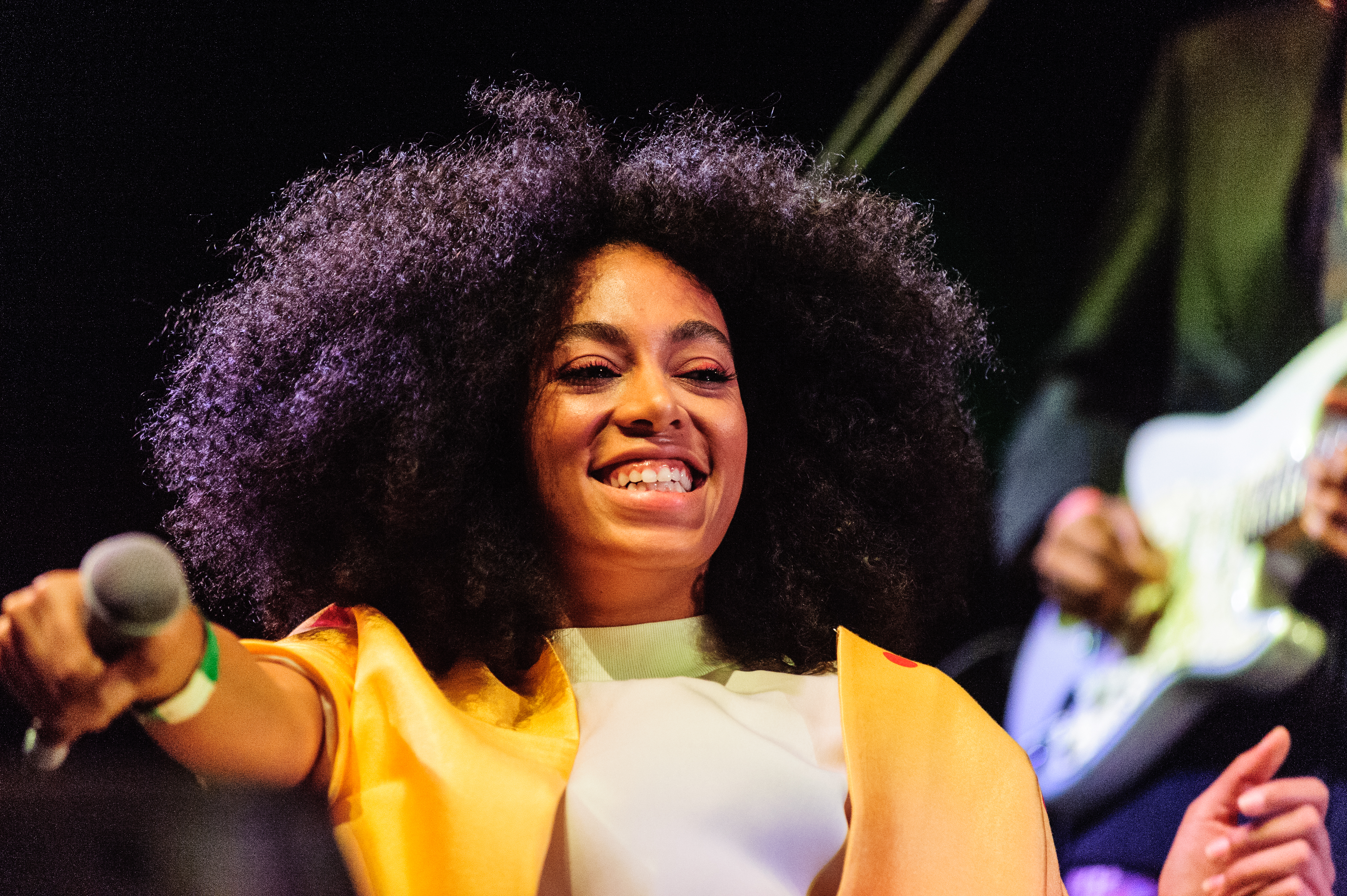
Coachellaでのライブ（2014年）

2009年、ソランジュはMTVとのインタビューで次作のサウンドが決定していることを明かした。2010年初頭、ソランジュはロックバンドMidnight Juggernautsと3作目のスタジオ・アルバムを制作するためにオーストラリアを訪れた。7月7日の「Vibe」とのインタビューで、ソランジュはニュー・アルバムのレコーディング中に「ちょっとした故障」に見舞われたと語っている。「私は文字通り、このアルバムを作るためにしばらくの間、自分の正気を捨てていました。私たちは文字通り朝起きて、一日中、一晩中音楽を作っていた。それは様々な意味で私に負担をかけ始めました。狂ったようなパニック発作を起こし始めたんです」。ソランジュは「精神的にも、感情的にも、金銭的にも」どのように犠牲を払ったかを説明し「私にとってはアルバム以上のものなの。私の人生の過渡期なんです」と続けた。アルバムの音楽的な方向性について、彼女はインスピレーションはニュー・ウェイヴから来ていると述べ、「これはダンスのレコードだけど、歌詞は時々かなり暗くなることがある」と述べている。
2012年9月、ソランジュは久々のシングル「Losing You」のティーザービデオを公開し、次の作品のリード・シングルとして発表した。このビデオは南アフリカのケープタウンで撮影されたもので、母親のティナ・ノウルズがソランジュの誕生日プレゼントとして、ソランジュと友人たちがビデオを撮影するために飛行機に乗るための費用を支払った。11月27日に待望の新作となるEP『True』を発表した。
このEPはすべての楽曲をデヴ・ハインズと一緒に書いており、作風もソウルミュージックにエレクトロなどの要素を盛り込んだオルタナティヴR&Bとなっていた。批評家からも賞賛され、特に楽曲「Losing You」は絶賛を受け多くの音楽メディアが年間ベストソングの一つに選んだ。「ボストン・グローブ」紙のルーク・オニールはこの曲を「ジャネット・ジャクソンの初期のような1980年代のダンス・ポップ・ハートブレイク」と評している。この曲は「R&Bからエレクトロニックになったダンス・ミュージック・トラック」からの脱却で、「今のポップ・ミュージックの方向性を示唆している点で注目に値する」と述べた。「ロサンゼルス・タイムズ」紙のジェリック・D・ケネディは「ここ数年ラジオに氾濫しているような過剰なダンスR&Bではない」「ソランジュとデヴ・ハインズは、まるで1980年代のジュークボックスから発掘されたかのような、スナッピーでリラックスしたグルーヴを生み出した」と評した。

### 2014年 - 2017年：アルバム『ア・シート・アット・ザ・テーブル』

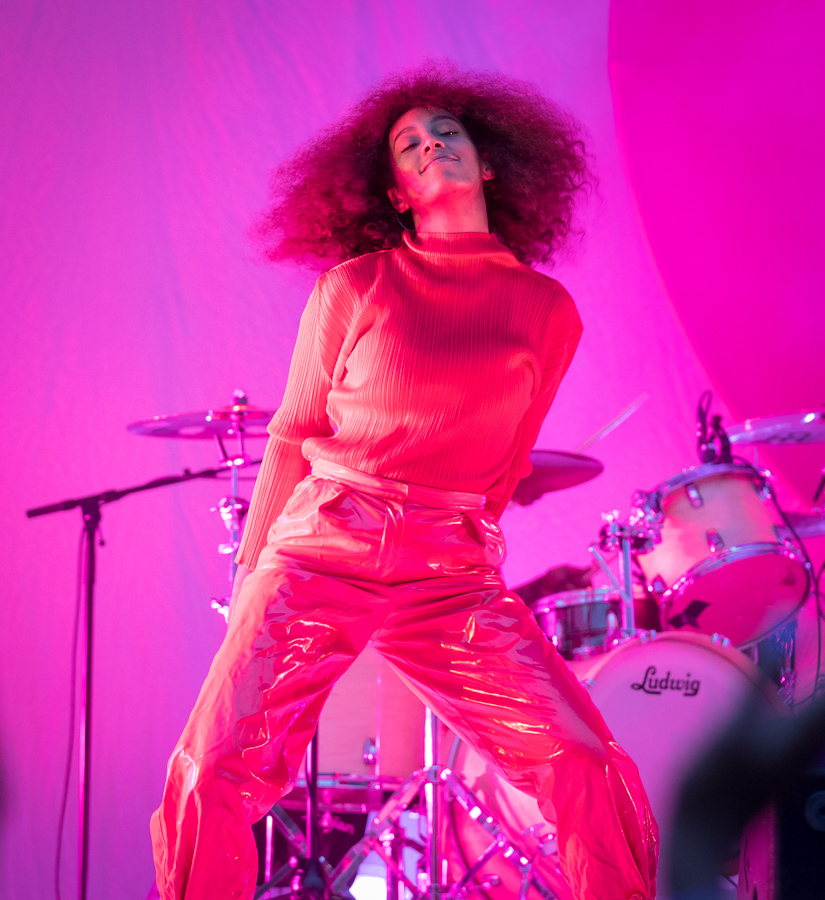
Piknik i Parkenでのライブ（2017年）

2015年5月15日、ソランジュはファーガソンとボルチモアでの警察による殺害事件とその後の抗議活動に触発されたHBO主催のイベントで新曲「Rise」を初披露した。ソランジュは30歳の誕生日である2016年6月24日に、3日前にニュー・アルバムが完成したことを明かした。2016年9月30日、自らのレーベルSaintレコードから3作目のアルバム『ア・シート・アット・ザ・テーブル』がリリースされ、初の全米アルバムチャート1位を獲得する。これにより、ソランジュとビヨンセは1年以内に全米ナンバーワン・アルバムを獲得した初の姉妹となった。 
アルバム『ア・シート・アット・ザ・テーブル』の最初の構想はロングアイランドとニューオーリンズで練られ、ソランジュは様々なアーティストとコラボレーションを始めていた。アルバムのレコーディング・セッションの初期の頃、ソランジュは様々なサウンドやアイデアを試し、アルバムのアイデンティティ、サウンド、初期の歌詞やコンセプトを作る上で参考にした。これらのセッションの後、ソランジュはルイジアナ州のニュー・イベリアへと旅立ち、エンジニアと曲の実際の構造を作り、サウンドを構築し、歌詞とメロディーを作る。最終的にソランジュは制作したトラックをロサンゼルスに持って行き、ラファエル・サディークとトロイ・ジョンソンと仕上げた。
アルバムは批評家から広く絶賛され、「フィナンシャル・タイムズ」紙の評論家Ludovic Hunter-Tilneyは「ビヨンセのアルバム『レモネード』と同様に、『ア・シート・アット・ザ・テーブル』は偏見と黒人性をテーマにしている」と評した。「ガーディアン」紙のエミリー・マッケイは「ソランジュは長い間、人種問題について率直な発言をしてきた。『F.U.B.U.』『Mad』『Don't Touch My Hair』、そして彼女の両親が人種差別との出会いについて語る間奏曲などは、深いものがある」と述べた。多くの音楽メディアが年間ベストアルバムの一つに選び、ピッチフォークは2016年のアルバム第1位に選出した。楽曲では特に「Cranes in the Sky」が絶賛され、第59回グラミー賞ではベストR&Bパフォーマンス賞を受賞。彼女にとって初のグラミー賞受賞となった。
2016年10月3日、ソランジュは『ア・シート・アット・ザ・テーブル』から2つのミュージックビデオを公開した。「Don't Touch my Hair」と「Cranes in the Sky 」のどちらも夫のアラン・ファーガソンが共同監督を務めた。

### 2018年 - 現在：アルバム『When I Get Home』

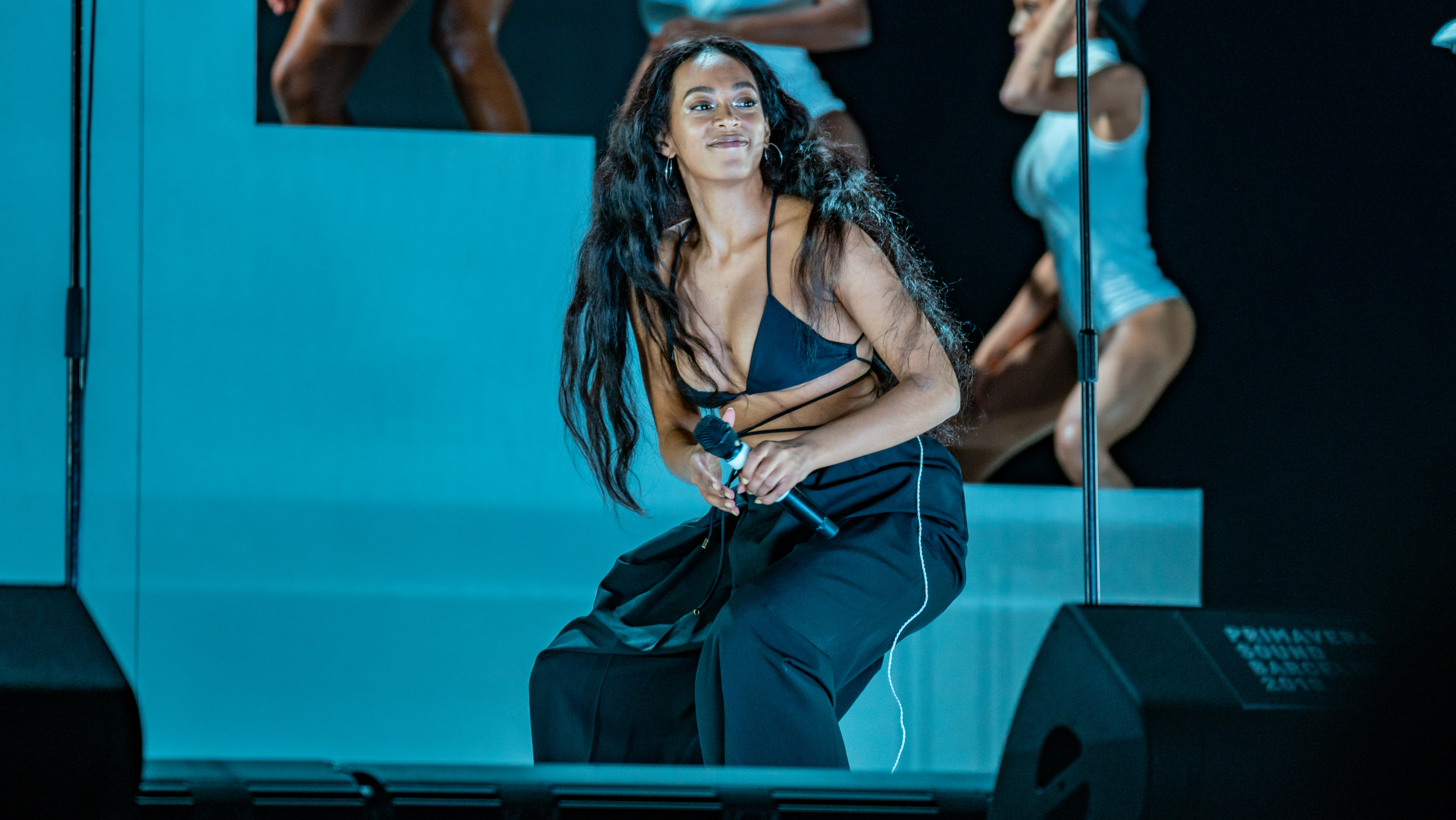
Primavera Soundでのライブ（2019年）

2018年10月、『ニューヨーク・タイムズ・スタイル』誌のインタビューでソランジュが4枚目のスタジオ・アルバムを秋にリリースすることが発表されたが、実現しなかった。
2019年3月1日、4作目となるスタジオ・アルバム『When I Get Home』をリリースした。アルバムの制作は、前作のツアーを終えた後にホームタウンのヒューストンの借家で始まった。2018年10月のインタビューで、ニューオーリンズ、ヒューストン、トパンガ・キャニオン、ジャマイカなどでもレコーディングしたと明らかにしている。サウンドについては「コアにはたくさんのジャズがあるんだけど…。でも、エレクトロニックとヒップホップのドラムとベースが入っていて、トランクがガラガラになるようなサウンドにしたい」と語っていた。
アルバムは前作に続き批評家から広く絶賛され、「ニューヨーク・タイムズ」のジョン・パレルスは「A Seat at the Tableでのソランジュの最も強いメッセージであった黒人の連帯感は、『Stay Flo』や『Almeda』にも残っており、彼女は『黒い肌、黒い三つ編み、黒い波、黒い日々』を称賛し、ドラムマシンのアクセントを使って『これらは黒人が所有するものだ』と主張している。しかし、このアルバムのほとんどは、彼女がよりプライベートで家庭的なことを考え、内向きになっていることを表現している」と述べている。「The Observer」のケイト・モスマンは、「ソランジュが作ったレコードは、時としてデモの集合体のように聞こえることがある。それはフランク・オーシャンからアリアナ・グランデまで、今日のR&Bプロダクションがますます前衛的になってきていることと一致している」と指摘した。
2019年4月、コーチェラ・フェスティバルにサブヘッドライナーとして出演が決まっていたが「大きな制作遅延」のために中止となった。5月からのフェスティバルツアーは予定通り開催され、プリマヴェーラ・サウンド、ボナルーといった音楽フェスティバルに出演した。

## 人物

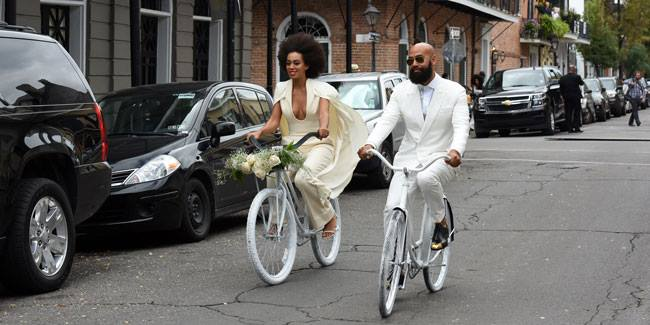
夫のアラン・ファーガソンと披露宴の会場に向かうソランジュ（2014年）

ソランジュは2004年2月に17歳で、共通の知人を通じて知り合ったフットボール選手のダニエル・スミスと結婚した（挙式はバハマ諸島で行われた）。同年10月18日にロサンゼルスで男児を出産、「ダニエル・ジュールズ・J.スミス」と名づけた。ソランジュは早すぎる妊娠と出産を残念に思い、意図としなかった妊娠に戸惑っている趣旨の発言を行ったが「子供は天からの最高の贈り物」と語り、子供の誕生をとても喜んだ。結婚後、家族でモスコー (アイダホ州)に引越したが2007年10月に離婚。ソランジュは子供とともにハリウッドに引越し、そこに新しい家を建てた。なお、離婚理由については「子供が大きくなったときに、私が彼の父親について何か言っているものを読んで欲しくないから、詳細は明かさない」とコメントしている。
2008年に医師にADD（注意欠陥障害）と診断されたことを告白。長年、周囲を困惑させる自身の言動に悩んできたことや医師にADDであると告げられたときに素直に受け入れられなかったことを告白している。
2009年7月、それまでロングだった頭髪を刈り上げ坊主になり話題になった。カニエ・ウェストの元恋人でモデルのアンバー・ローズが坊主であったため真似していると指摘されたが、ソランジュは坊主は初めてではなく16歳と18歳の時に坊主になったことがあると語っている。坊主にした理由は曰く「美容院より別のことにお金や時間をかけたいから」。
2014年11月、ルイジアナ州ニューオーリンズでミュージックビデオ監督のアラン・ファーガソンと再婚。2019年11月に、ソランジュはその年の初頭に別れていたことを明かした。

## ディスコグラフィ

### アルバム
- 『ソロ・スター』 - Solo Star (2003年)
- 『ソランジュ&ザ・ハドリー・ストリート・ドリームス』 - Sol-Angel and the Hadley St. Dreams (2008年)
- 『ア・シート・アット・ザ・テーブル』 - A Seat at the Table (2016年)
- When I Get Home (2019年)

### EP
- True (2012年)

## 日本公演
- 2002年
  - 5月8日 大阪 大阪城ホール（デスティニーズ・チャイルドのオープニングアクトとして15分ほどのステージを披露、以下横浜2公演も同じ）
  - 5月10日 神奈川 横浜アリーナ
  - 5月11日 神奈川 横浜アリーナ
- 2009年
  - 8月7日 大阪 舞洲スポーツアイランド SUMMER SONIC OSAKA
  - 8月9日 千葉 幕張メッセ SUMMER SONIC TOKYO